# Лептокварк
Лептокварки — группа гипотетических частиц, переносящих информацию между кварками и лептонами определённого поколения, за счёт обмена которыми кварки и лептоны могут взаимодействовать и переходить друг в друга. Лептокварки представляют собой цветовой триплет калибровочных бозонов, несущих как лептонный, так и барионный заряды. Они встречаются в различных расширениях Стандартной модели, таких как теории техницвета или Теории Великого объединения, основанные на модели Пати — Салама, SU(5) или E6. Их квантовые числа, такие как спин, (дробный) электрический заряд и слабый изоспин различаются в зависимости от теории.
Лептокварки, которые по предсказаниям теории должны быть примерно такими же тяжёлыми, как и атом свинца, могут рождаться только при высоких энергиях и должны быстро распадаться. К примеру, третье поколение лептокварков может распадаться на b-кварк и тау-лептон. Некоторые теоретики предполагают, что «лептокварк», который наблюдали HERA и DESY может быть новой силой, связывающей позитроны и кварки, или представляет собой преоны, обнаруженные при высоких энергиях. В теории лептокварков можно будет найти объяснение причины существования трёх поколений материи. Кроме того, есть надежда, что теория лептокварков поможет объяснить, почему существует равное число лептонов и кварков, а также множество других сходств между лептонным и кварковым секторами. При высоких энергиях когда лептоны, нечувствительные к сильному взаимодействию, и кварки, которые не могут наблюдаться раздельно из-за сильного взаимодействия, становятся одним и тем же объектом: они могут образовывать более фундаментальную частицу и описываться более высокой симметрией. Могли бы существовать три типа лептокварков, состоящих из лептонов и кварков каждого поколения.
Для поиска лептокварков высших поколений предлагается проект LHeC по добавлению электронного кольца к существующему протонному кольцу на БАК, чтобы проводить столкновения пучков протонов и электронов.

## Экспериментальное наблюдение
В 1997 году избыток событий на ускорителе HERA произвёл переполох в сообществе физики элементарных частиц, поскольку одно из возможных объяснений произошедшего включало лептокварки. Однако, поздние исследования, произведённые как на HERA, так и на Теватроне с бо́льшими выборками данных исключили эту возможность для масс лептокварка вплоть до 275—325 ГэВ. Также проводился поиск второго поколения лептокварков, которое не было обнаружено. Для того чтобы доказать существование лептокварков, необходимы чрезвычайно большие энергетические потери, приписываемые нейтрино. Вероятно, что рождение лептокварков могло бы маскироваться под рождение массивных кварков.